# Tawallud
Tawallud är en ideologi där filosoferna anser att levande organismer kan skapas utan föräldraskap, genom att direkt uppstå från livlöshet. Detta var en filosofisk grundtanke som var vitt spridd över det muslimska imperiet. Genom att de klassiska elementen samverkar under speciella förhållanden kan det skapas växter, djur och i vissa fall även människor. Olika filosofier har sedan presenterat olika åsikter hur mycket detta påverkas av övernaturliga krafter.
Mu'taziliterna såg på konsekvenserna av mänskliga handlingar precis som Abu 1- Hudhayl som orsak och effekt. Handling genererar (tawallud) konsekvenserna. Nagel ger exemplet att ifall någon kastar en sten som träffar någon annan så är kastaren orsak till smärtan, ingen annan. Inte alla mutazaliter var så drastiska i sitt resonemang. En del ansåg att den kraft som skapades när stenen flyger genom luften genererar olyckan. Detta är ett led av filosofi som har sitt ursprung i tankemönstret att det finns en bestämd gränslinje mellan mänskligt handlande och Guds inverkan på människans beslut (qadar). Dessa filosofiska tankar upptog mutazaliternas funderingar och ledde enligt Nagel till en del bisarra och varierande slutsatser. Diskussionerna blev oändliga kring ämnet orsak och effekt.
Poängen om att människan har ansvar vid handlingar utan naturens påverkan var en beständig grundtanke. Problematiska frågor väcktes kring Guds ansvar vid unga mördares dödsfall, då dessa sänds till helvetet utan att ha haft möjlighet till att utföra kompenserande, goda handlingar. Har Gud då omöjliggjort mördarens färd till paradiset genom att ta livet ifrån personen i förtid? Vid sådana problemställningar hänvisade mutazaliterna till Guds ständiga rättvisa, nåd och barmhärtighet, ett led av den godhet och anpassningsförmåga som denna har möjlighet att införa vid varje lämpligt tillfälle (al-aslah).
Teorin menar att Gud inte kan skapa något som inte är perfekt och att människan är Guds skapelse, sänd att härska över alla övriga varelser på jorden. Människan måste dock alltid lyda Guds lag och kommer att straffas eller belönas efter detta, vilket medför att människan har sitt eget ansvar över sin frälsning. Snart stötte filosoferna på motstånd då teorierna kring djurens lidande inte stämde överens med Guds ständiga godhet och rättvisa i samband med människans maktövertag. Teorierna om att människan styr sina egna handlingar men är skapad av en gud som endast kan generera godhet viftades plötsligt bort som ett icke-hållbart resonerande.